# Sergio Barbero
Sergio Barbero (Sala Biellese, 17 gennaio 1969) è un ex ciclista su strada italiano.
Professionista dal 1993 al 2007, conta una vittoria nella Tre Valli Varesine e tre nella Japan Cup.

## Carriera
Passò professionista nel 1993 con la Navigare-Blue Storm di Bruno Reverberi, dopo aver trascorso alcuni mesi da tirocinante nella stagione precedente; vestì poi le divise di Carrera (1995-1996), Mercatone Uno (1997-1999), Lampre (2000-2004), Naturino-Sapore di Mare (2005) e Selle Italia/Diquigiovanni (2006-2007).
Corridore costante nel rendimento, pur ricoprendo spesso ruoli di gregariato, ottenne undici successi: si fece notare grazie alle vittorie in corse italiane quali Giro di Toscana, Giro di Puglia, Tre Valli Varesine, Giro del Trentino, Coppa Bernocchi e Giro del Lazio, ma anche per le tre affermazioni nella Japan Cup, che ne fanno, insieme a Claudio Chiappucci, il corridore più titolato nella competizione nipponica.
Fece il suo esordio nelle gare di tre settimane al Giro d'Italia 1997, in maglia Mercatone Uno, quale gregario di Enrico Zaina. Ottenne il piazzamento più prestigioso della carriera al Campionato di Zurigo del 1999, gara nella quale si classifica secondo dietro allo sconosciuto Grzegorz Gwiazdowski ma in cui riuscì ad anticipare corridori più quotati tra i quali Andrej Čmil e Paolo Bettini.
Il commissario tecnico della Nazionale italiana Antonio Fusi lo convocò per i campionati del mondo su strada 1999 e 2000, a Verona e Plouay rispettivamente, schierandolo in entrambe le occasioni per la prova in linea. Per i mondiali 2003 a Hamilton, infine, Barbero venne chiamato come riserva dal ct Franco Ballerini.
Nel 2001 venne trovato positivo all'EPO in un controllo effettuato al Tour de Romandie, e nel settembre successivo venne di conseguenza sospeso per sei mesi dall'Unione Ciclistica Internazionale, con decorrenza al 25 aprile 2002. Chiuse la carriera professionistica al termine della stagione 2007, dedicandosi in seguito a gare amatoriali, sia su strada (nel 2008 vinse la Gran fondo Nove Colli) che nel ciclocross.

## Palmarès
- 1989 (Fossano-Bongioanni)

Trofeo Broglia Marzé Quintino
Trofeo Serafino Biagioni
- 1991 (G.S. Autofochi)

Gran Premio Industrie del Marmo
Giro d'Oro
Trofeo Mauro Pizzoli
Trofeo Matteotti - Marcialla
- 1992 (Italbonifica)

Trofeo Sportivi di Briga
Coppa Varignana
1ª tappa Giro della Valle d'Aosta (Nus > Saint-Vincent)
- 1997 (Mercatone Uno, due vittorie)

Giro di Toscana
4ª tappa Giro di Puglia (Pulsano > Martina Franca)
- 1999 (Mercatone Uno, quattro vittorie)

Tre Valli Varesine
Giro del Lazio
2ª prova Trofeo dello Scalatore
Japan Cup
- 2000 (Lampre, due vittorie)

4ª tappa Giro del Trentino (Lienz > Coredo)
Gran Premio Industria e Commercio di Prato
- 2002 (Lampre, una vittoria)

Japan Cup
- 2003 (Lampre, due vittorie)

Coppa Bernocchi
Japan Cup

### Altri successi
- 2004 (Lampre)

1ª tappa Tour de Langkawi (Taiping, cronosquadre)
- 2007 (Serramenti Diquigiovanni)

Classifica scalatori Tour of Qinghai Lake

## Piazzamenti

### Grandi Giri
- Giro d'Italia

1995: 75º
1996: 58º
1997: 43º
2000: 73º
2001: non partito (12ª tappa)
2002: 66º
2003: 59º
2006: ritirato (17ª tappa)
- Tour de France

1995: non partito (17ª tappa)
1998: ritirato (15ª tappa)
1999: 124º
- Vuelta a España

1994: ritirato (19ª tappa)

### Classiche monumento
- Milano-Sanremo

1995: 102º
2001: 100º
2004: 45º
- Giro delle Fiandre

1998: ritirato
1999: 48º
- Parigi-Roubaix

1998: ritirato
1999: ritirato
- Liegi-Bastogne-Liegi

1997: 56º
1998: 48º
1999: ritirato
2000: 78º
2001: 55º
2002: 63º
2004: ritirato
- Giro di Lombardia

1997: 22º
1998: ritirato
1999: 54º
2000: 34º
2002: 37º
2003: ritirato
2004: ritirato
2006: 77°

### Competizioni mondiali
- Campionati del mondo

Verona 1999 - In linea: ritirato
Plouay 2000 - In linea: 52º